# Hjalmar Norrström
Carl Hjalmar Norrström, född den 4 juli 1853 i Eskilstuna, död den 16 november 1923 i Storängen, var en svensk ståletsare, skulptör och porträttmålare.

## Biografi

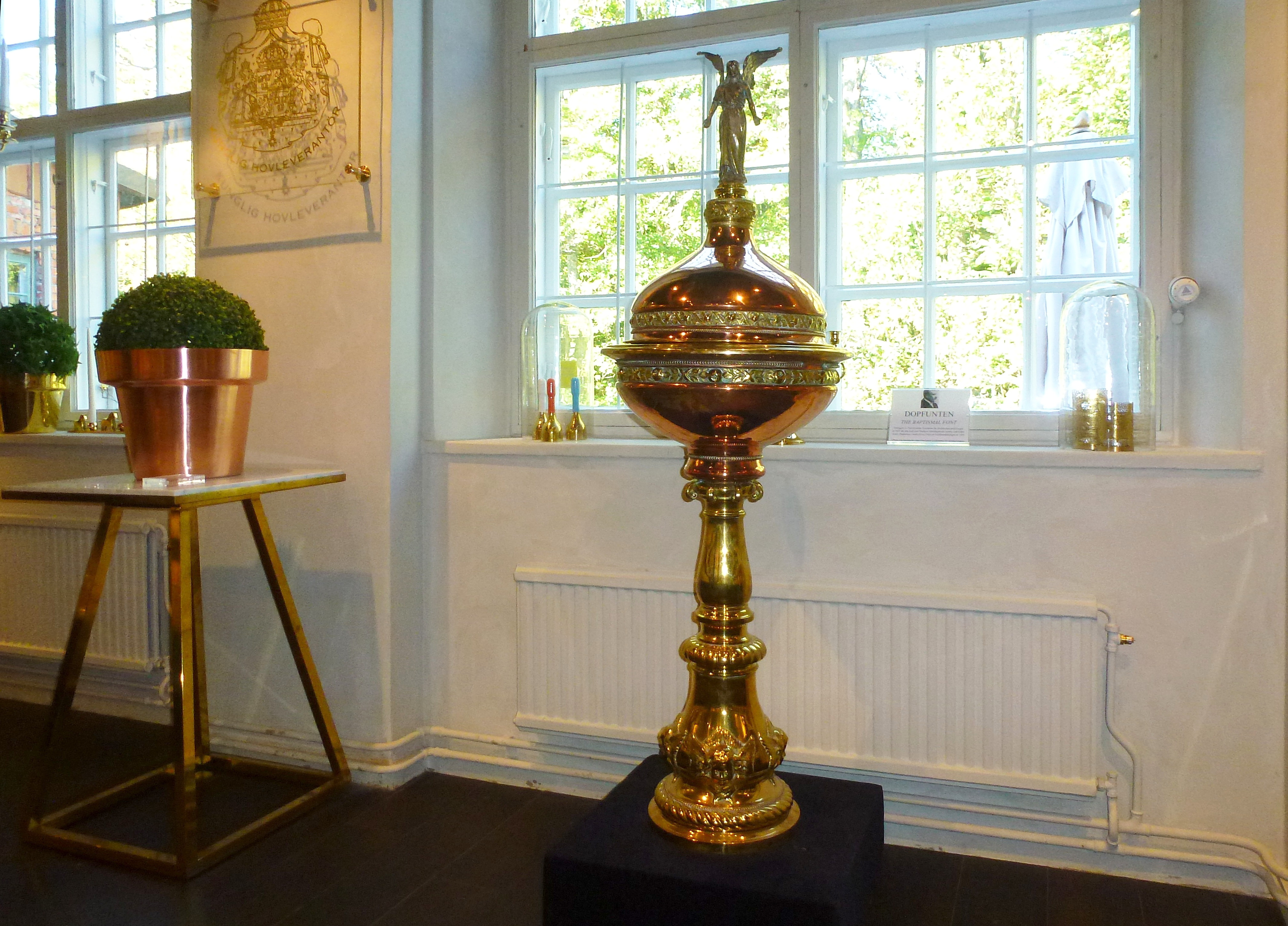
Hjalmar Norrströms dopfunt som fick pris 1897 och 1900.

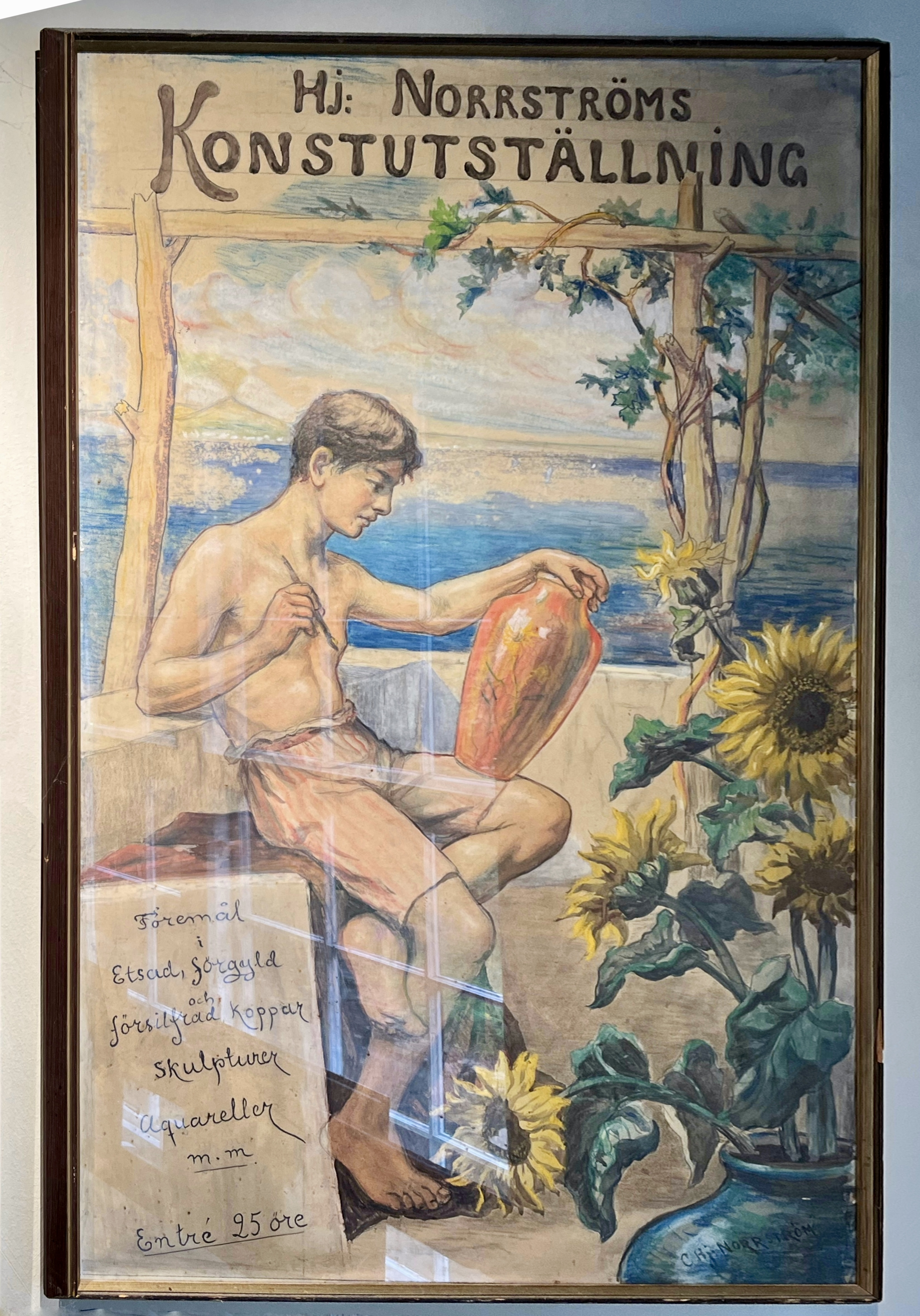
Affisch av Hjalmar Norrström, för konstutställning på Birger Jarlsgatan i Stockholm, december 1903.

Norrström studerade 1869–1874 vid Kungliga Akademien för de fria konsterna innan han återvände till Eskilstuna. Han komponerade mönster för Svenska Slöjdföreningens pristävlingar och 1877–1880 uppmärksammades härigenom varvid han 1877 erhöll ett stipendium för studieresa till Paris. Där studerade han 1877–1880 vid École des arts décoratifs och umgicks i den nordiska konstnärskoloni som etablerats i slutet av 1870-talet i den franska huvudstaden.
Vid hemkomsten till Sverige bosatte han sig i Eskilstuna och inriktade arbetet mot den konstindustriella genren i form av ståletsningar. Bland arbetena här märks två sköldar, som var gåvor från Oscar II till Portugals och Sachsens kungar, ett skåp med stålinläggningar som var Oscar II:s silverbröllopsgåva  till storhertigen av Sachsen-Weimar, vidare en stor praktvas benämnd Ceresvasen av etsat och förgyllt stål med statyetter och figurkompositioner som inköptes till Nationalmuseums samlingar (1894), ett skrin skänkt av Stockholms stad till tidigare överståthållaren Gustaf af Ugglas, en sköld, köpt av kungen av Siam, en sköld föreställande hjältarna på väg till Valhall (utställd 1886), eldskärmar och portföljer.
Han inriktade sig senare på skulpturarbeten, bland annat genom statyetter i brons såsom Skördaren och Flicka med räfsa. Han utförde även porträtt i olja och ritade en stor mängd konstindustriella mönster för Skultuna Messingsbruk. Bland föremål han formgav fanns en spektakulär dopfunt i mässing som utställdes på Stockholmsutställningen 1897. Dopfunten ställdes också ut i Paris vid Världsutställningen 1900. Där vann den en guldmedalj. Norrström finns representerad vid bland annat Nationalmuseum i Stockholm.
Från 1907 fram till sin död 1923 bodde han på Ängsvägen 21 i Storängen i Nacka i ett hus som han själv ritat och i vilket han inrett sin ateljé.